# Strzelba Mossberg 590
Mossberg 590 – strzelba powtarzalna konstrukcji amerykańskiej. Zaprojektowana i skonstruowana została przez firmę O.F. Mossberg & Sons, głównie do użytku armii oraz jednostek policji. Broń została stworzona w połowie lat 70. XX wieku na podstawie wcześniejszego modelu – strzelby Mossberg 500. Od pierwowzoru różni się głównie masywniejszą budową i rodzajem połączenia magazynka rurowego z lufą.

## Budowa
Strzelba Mossberg 590 to broń powtarzalna z zamkiem blokowo-ślizgowym ryglowanym ryglem wahliwym, w oporze ryglowej znajdującej się w zespole lufy. Przeładowanie strzelby odbywa się poprzez ruch czółenka zastępującego łoże (pump action). Broń posiada mechanizm uderzeniowy z kurkiem zakrytym. Strzelba zasilana jest nabojami kalibru 12, o maksymalnej długości łuski 76 mm (amunicja typu „magnum”). Zasilanie odbywa się z umieszczonego równolegle pod lufą stałego magazynka rurowego o pojemności 6 lub 9 naboi, w zależności od wersji. W wersjach bojowych, w celu zmniejszenia masy, zastosowano wykonane z tworzywa sztucznego czółenko oraz kolbę stałą, z szyjką wyprofilowaną w chwyt pistoletowy (wersje te są dostępne również na rynku cywilnym). W celu skrócenia broni kolbę można wymienić na samodzielny chwyt pistoletowy. Typowe egzemplarze produkowane na rynek cywilny posiadają kolbę i czółenko wykonane z drewna. Bezpiecznik znajduje się na komorze zamkowej przed szyjką kolby i jest jednakowo wygodnie dostępny dla strzelców prawo- i leworęcznych. Broń posiada stałe mechaniczne przyrządy celownicze ustawione na 35 m. Może to być niewielka muszka i szyna celownicza wyfrezowana na komorze zamkowej lub muszka i celownik przeziernikowy typu "Ghost ring" (w tym przypadku istnieje możliwość regulacji celownika).

## Mossberg 590A1
Mossberg 590A1 to odmiana, w której głównymi zmianami jest wyposażenie strzelby w bardziej masywną lufę oraz zaczep do mocowania bagnetu M7. W modelu A1 zastosowano bezpiecznik oraz kabłąk spustu ze stopu aluminium, ze względu na przeznaczenie tego modelu do użytku sił zbrojnych, by poprawić jego wytrzymałość na używanie w ciężkich warunkach, przystając na prośbę US Navy. Mossberg 590A1 trafił do uzbrojenia wojsk amerykańskich w 1987 r., a obecnie jest zastępowany przez strzelbę M1014 JSCS.

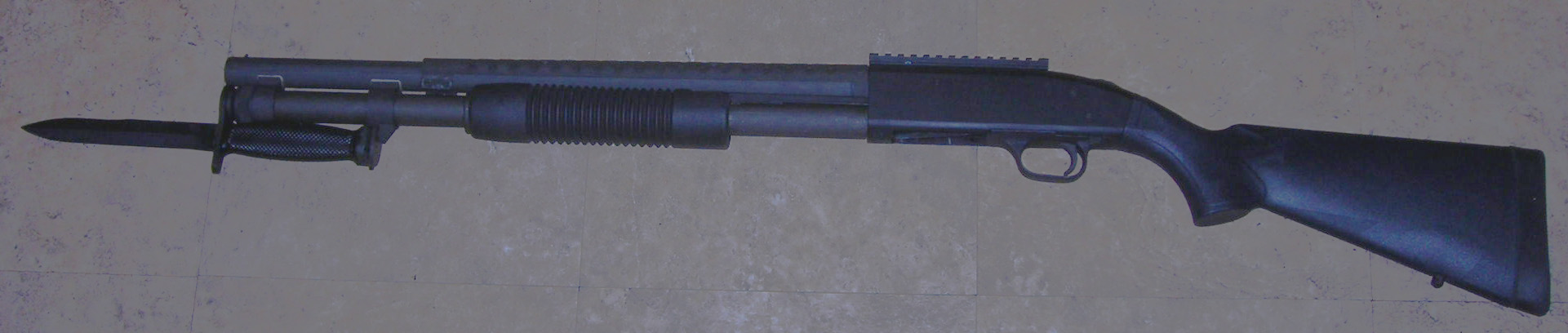
Mossberg 590A1 z bagnetem M7

## Wersje
Obecnie przedsiębiorstwo Mossberg produkuje i sprzedaje blisko dwadzieścia odmian strzelby.
Nazwy niektórych dostępnych wersji 590 (w języku angielskim):
- Special Purpose Shotgun 590 – Special Purpose 9 Shot
- 590A1 Adjustable 6 Shot
- 590A1 6 Shot
- 590A1 Compact 6 Shot
- 590A1 Mariner 6 Shot
- 590A1 Adjustable 9 Shot
- 590A1 9 Shot
- 590A1 SPX 9 Shot

Każda z nich posiada przynajmniej jeden wariant, różniący je od siebie długością, wagą, rodzajem materiału z jakiego jest wykonana broń czy pojemnością magazynka.